# Frank Badur
Frank Badur (* 9. April 1944 in Oranienburg) ist ein deutscher Maler und Zeichner der Farbfeldmalerei und Konkreten Kunst.

## Leben und Werk
Badur absolvierte von 1963 bis 1969 ein Malereistudium in Berlin. 1973 bezog er ein Atelier in Finnland und lebt seitdem abwechselnd dort und in Berlin. Im Jahr 1975 gründet er gemeinsam mit Kollegen die Gruppe Systhema. 1982 verbringt Badur dank eines Stipendiums von der Hand-Hollow Foundation of George Rickey einige Zeit in Amerika, wo er sein Studium fortführt. Von 1985 bis 2009 war er Professor für Malerei an der Universität der Künste Berlin. 2003 erhielt Badur eine Gastprofessur an der Chinesischen Hochschule der Künste in Hangzhou, und 2007 wurde er als „Visiting Artist“ an die Georgia State University in Atlanta eingeladen.
Seine Gemälde und Zeichnungen in großen und kleinen Formaten weisen Farbflächen, Streifen und Linien aus, welche mit dem Raum und dem Betrachter interagieren.
Frank Badur ist seit 1992 Mitglied der Akademie der Künste Berlin. Als Mitglied des Deutschen Künstlerbundes nahm er zwischen 1977 und 1994 an insgesamt zwölf DKB-Jahresausstellungen teil.

## Auszeichnungen
- 1982: Stipendium Hand Hollow Foundation von George Rickey, East Chatham, NY, Vereinigte Staaten[6]
- 1982: Stipendium des DAAD[7]
- 1984: Kunstpreis Tetra Pak[8]
- 1984: Werkstipendium der Stiftung Kunstfonds, Bonn[9]
- 1984: Bürgerpreis der Stadt Mülheim[9]

## Ausstellungen (Auswahl)

### Einzelausstellungen
- 1977: Frank Badur: neue Bilder u. Aquarelle, Galerie Bossin, Berlin[10]
- 1980: Frank Badur: exposition, Amos Anderson Kunstmuseum, Helsinki, Finnland
- 1983: Mönchehaus Museum, Goslar
- 1985: Frank Badur. Bilder, Arbeiten auf Papier, Bodenobjekte. Neuer Berliner Kunstverein, Berlin
- 1988: Akademie der Bildenden Künste Warschau, Warschau, Polen
- 1991: Frank Badur. Gemälde und Collagen. Haus am Waldsee, Berlin
- 1992: Gemälde und Collagen, Kunstmuseum Heidenheim[11]
- 1994: Dortmunder Kunstverein, Dortmund[12]
- 1995: Frank Badur. Farbe, Struktur, Raum. Pendragon. Bielefelder Kunstverein, Bielefeld
- 2000: Frank Badur – „Das Schweigen der Bilder“, Mönchehaus Museum, Goslar[13]
- 2002: Hommage á Mies van der Rohe, Mies van der Rohe Haus, Berlin[14]
- 2014: Frank Badur, Stiftung Saarländischer Kulturbesitz, Saarbrücken[15]
- 2017: Frank Badur – Less is more, Museum Pfalzgalerie Kaiserslautern[16]

### Ausstellungsbeteiligungen
- 1977: Systhema, Amos Anderson Museum, Helsinki, Finnland[17]
- 1981: Kunst aus Finnland, Kunsthalle Winterthur, Winterthur, Schweiz[18]
- 1983: Zeichnen konkret, Museum Pfalzgalerie Kaiserslautern[19]
- 1986: Sonderausstellung: Kunst und Wissenschaft, 42. Biennale Venedig, Italien[20]
- 1990: Ambiente Berlin, 44. Biennale Venedig, Italien[21]
- 1995: Sammlung des Wilhelm-Hack-Museum im Kunstmuseum Wolfsburg, Wolfsburg[22]
- 2000: Arte em Berlim No Século XX, Museu de Arte Contemporânea de Serralves, Porto, Portugal[23]
- 2005: The Mark of Minimalism, Hood Museum of Art, Hanover, Vereinigte Staaten[24]
- 2007: Die aufregende Kunst des 20. Jahrhunderts, Neue Nationalgalerie, Berlin[25]
- 2009: Notation. Kalkül und Form in den Künsten, ZKM, Karlsruhe[26]
- 2010: Aus/gezeichnet/zeichnen, Käthe Kollwitz Museum Köln[27]
- 2012: Rasterfahndung. Das Raster in der Kunst nach 1945, Kunstmuseum Stuttgart[28]
- 2012: Work – Work – Work, Museum Liner, Appenzell, Schweiz[29]
- 2014: Kunst in Berlin 1945 bis heute, Berlinische Galerie Museum für Moderne Kunst, Berlin[30]
- 2015: Wir können auch anders, Museum gegenstandsfreie Kunst, Otterndorf[31]
- 2016: Um die Ecke denken, Museum Haus Konstruktiv, Zürich, Schweiz[32]
- 2019: Großes! Zeitgenössische Kunst aus der Sammlung, Kunstmuseum Heidenheim[33]
- 2021: Nothingtoseeness – Leere/Weiß/Stille, AdK - Akademie der Künste, Berlin[34]

## Ausstellungskataloge
- Frank Badur. Bilder, Arbeiten auf Papier, Bodenobjekte. NBK, Berlin 1985 (anlässlich der Ausstellung im Neuen Berliner Kunstverein vom 5. Oktober – 16. November 1985)
- Frank Badur. Gemälde und Collagen. 16.2. – 31.3.1991, Haus am Waldsee Berlin [u. a.]. Verlag für Moderne Kunst, Nürnberg 1990, ISBN 3-922531-96-2
- Frank Badur. Farbe, Struktur, Raum. Pendragon, Bielefeld 1995, ISBN 3-929096-20-X (anlässlich der gleichnamigen Ausstellung des Bielefelder Kunstvereins im Museum Waldhof vom 25. März bis 14. Mai 1995)
- Frank Badur. Hommage a Mies van der Rohe. form + zweck, Berlin 2013, ISBN 978-3-935053-74-7